# Hans Dirmstein

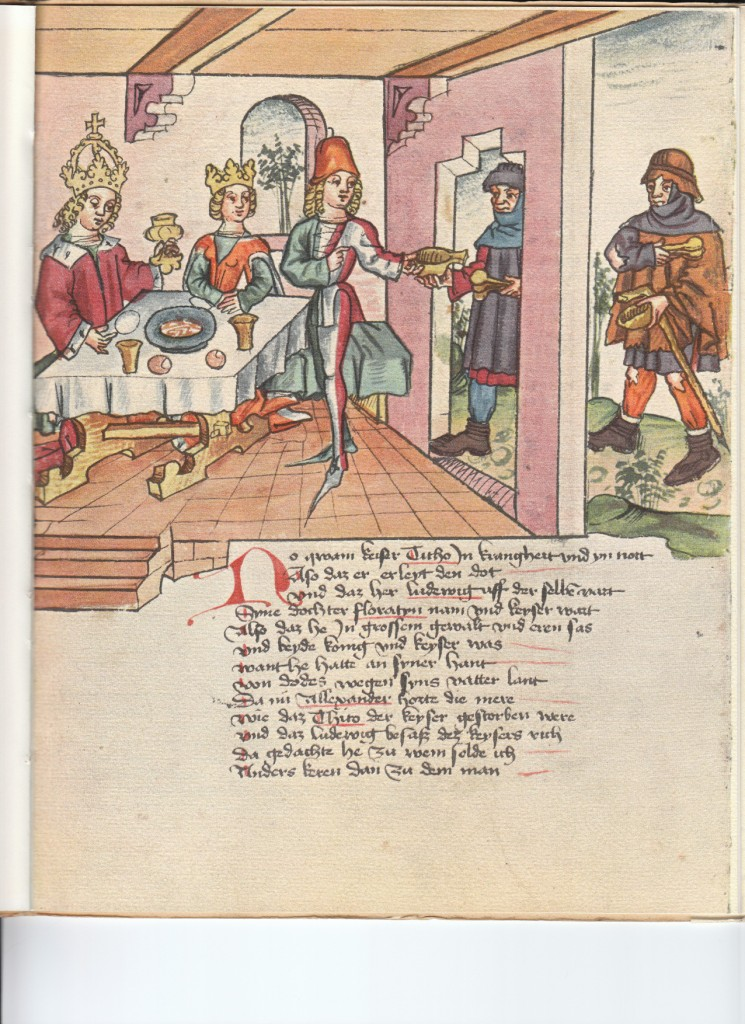
Bild aus der Handschrift Die sieben weisen Meister von Hans Dirmstein, 1471

Hans Dirmstein (* um 1435 in Frankfurt am Main; † 1494 ebenda) gilt als herausragender Goldschmied und war auch als Zeichner tätig.

## Leben
Die Familie Dirmstein, wohl benannt nach ihrem gleichnamigen pfälzischen Heimatort, war seit Mitte des 14. Jahrhunderts in Frankfurt anzutreffen. Die lange Tradition im Goldschmiedehandwerk ist an den Stammvätern, Heinrich Kistner von Dirmstein und seinem Bruder Peter, in den 1380er Jahren erstmals schriftlich verbürgt. Ihr Vater war Krämer, hatte allerdings eine Tochter des Johan Erenberg zu Sonnenberg geheiratet, der einer der ersten überhaupt nachweisbaren Goldschmiede in Frankfurt war. Ob seine Söhne über ihn zu ihrem Beruf kamen, ist unklar, liegt jedoch nahe.
1459 wurde Hans, Enkel des Stammvaters Heinrich, als Gehilfe in der Werkstatt seines Vaters Peter Dirmstein erwähnt und legte 1462 den Frankfurter Bürgereid ab. Er heiratete Guda von Rumpenheim, die Tochter des ritterbürtigen Reinhard von Rumpenheim, die das Haus Groß-Laubenberg am Frankfurter Römerberg als Mitgift in die Ehe brachte. Die Ehe war anfänglich wohl wenig glücklich, seine Frau lief ihm davon und der Rat der Stadt musste eingreifen, um den Ehefrieden wiederherzustellen.
Mit dem großen Erbe, welches er nach dem Tod der Schwiegereltern erhielt, richtete Dirmstein eine Stiftung für die Armen ein. Im Jahr 1483 wurde er selbst Angehöriger der Patriziergesellschaft „Frauenstein“. 1494 starb Dirmstein und wurde als Mitbruder von der Gesellschaft der Abenteurer St. Nikolai im Barfüßerkloster zu Grabe getragen.

## Werk
Das von Dirmstein signierte Petrusreliquiar in Aschaffenburg zeugt von seiner Meisterschaft im Goldschmiedehandwerk und wird zu den herausragendsten Goldschmiedearbeiten des ausgehenden Mittelalters gezählt. Das von ihm illustrierte und sehr wahrscheinlich auch von ihm auf Grundlage eines bekannten Textes verfasste Buch Die sieben weisen Meister (Ms. germ. qu. 12) erschien 1471, 1479 das Buch Salman und Morolf (Ms. germ. qu. 13, beide heute Universitätsbibliothek Johann Christian Senckenberg, Frankfurt am Main). 1483 war Dirmstein künstlerischer Leiter des „Schoppe“, eines künstlerisch gestalteten Vorbaus/Portikus für den Frankfurter Römer. Er erschien als Schöpfer der Dekoration und entwarf die Model für den Zierrat.